# Queanbeyan
Queanbeyan (phát âm /kwi ː nbiən/) là một thành phố trong khu vực South Tablelands ở phía đông nam New South Wales tiếp giáp với Canberra. Trong cuộc điều tra dân số năm 2006, Queanbeyan có 34.084 người.

## Khí hậu
Queanbeyan có khí hậu cao nguyên cận nhiệt đới (Cfb) với mùa hè ấm nóng và mùa đông lạnh, tương tự như thủ đô Canberra.
| Dữ liệu khí hậu của Queanbeyan, New South Wales | Dữ liệu khí hậu của Queanbeyan, New South Wales | Dữ liệu khí hậu của Queanbeyan, New South Wales | Dữ liệu khí hậu của Queanbeyan, New South Wales | Dữ liệu khí hậu của Queanbeyan, New South Wales | Dữ liệu khí hậu của Queanbeyan, New South Wales | Dữ liệu khí hậu của Queanbeyan, New South Wales | Dữ liệu khí hậu của Queanbeyan, New South Wales | Dữ liệu khí hậu của Queanbeyan, New South Wales | Dữ liệu khí hậu của Queanbeyan, New South Wales | Dữ liệu khí hậu của Queanbeyan, New South Wales | Dữ liệu khí hậu của Queanbeyan, New South Wales | Dữ liệu khí hậu của Queanbeyan, New South Wales | Dữ liệu khí hậu của Queanbeyan, New South Wales |
| Tháng                                           | 1                                               | 2                                               | 3                                               | 4                                               | 5                                               | 6                                               | 7                                               | 8                                               | 9                                               | 10                                              | 11                                              | 12                                              | Năm                                             |
| ----------------------------------------------- | ----------------------------------------------- | ----------------------------------------------- | ----------------------------------------------- | ----------------------------------------------- | ----------------------------------------------- | ----------------------------------------------- | ----------------------------------------------- | ----------------------------------------------- | ----------------------------------------------- | ----------------------------------------------- | ----------------------------------------------- | ----------------------------------------------- | ----------------------------------------------- |
| Trung bình ngày tối đa °C (°F)                  | 29.0 (84.2)                                     | 28.5 (83.3)                                     | 25.6 (78.1)                                     | 20.6 (69.1)                                     | 15.9 (60.6)                                     | 12.5 (54.5)                                     | 11.8 (53.2)                                     | 13.7 (56.7)                                     | 17.3 (63.1)                                     | 20.7 (69.3)                                     | 24.4 (75.9)                                     | 27.6 (81.7)                                     | 20.6 (69.1)                                     |
| Tối thiểu trung bình ngày °C (°F)               | 12.7 (54.9)                                     | 12.9 (55.2)                                     | 10.7 (51.3)                                     | 6.6 (43.9)                                      | 3.3 (37.9)                                      | 0.9 (33.6)                                      | −0.2 (31.6)                                     | 0.9 (33.6)                                      | 3.3 (37.9)                                      | 6.0 (42.8)                                      | 8.9 (48.0)                                      | 11.4 (52.5)                                     | 6.4 (43.5)                                      |
| Lượng Giáng thủy trung bình mm (inches)         | 55.4 (2.18)                                     | 50.9 (2.00)                                     | 50.5 (1.99)                                     | 44.0 (1.73)                                     | 43.9 (1.73)                                     | 44.0 (1.73)                                     | 39.5 (1.56)                                     | 44.0 (1.73)                                     | 47.8 (1.88)                                     | 59.6 (2.35)                                     | 59.2 (2.33)                                     | 55.6 (2.19)                                     | 598.4 (23.56)                                   |
| Số ngày giáng thủy trung bình                   | 5.6                                             | 5.2                                             | 5.1                                             | 5.2                                             | 5.6                                             | 6.8                                             | 6.9                                             | 7.4                                             | 7.5                                             | 6.8                                             | 6.1                                             | 6.1                                             | 75.8                                            |
| Nguồn: Cục Khí tượng Úc                         |                                                 |                                                 |                                                 |                                                 |                                                 |                                                 |                                                 |                                                 |                                                 |                                                 |                                                 |                                                 |                                                 |